# جابان کردی
جابان کردی (به عربی: جابان الكردي) صحابی کرد محمد پیامبر اسلام است.او در شهر میدیات در شمال کردستان متولد شد. جابان احادیثی از محمد نقل کرده است که توسط پسرش میمون روایت شده‌اند. از جمله احادیثی که روایت کرده:
«هر کس زنی را به ازدواج خود درآورد و قصد نداشته باشد که مهریه‌اش را بپردازد، در روز قیامت در حالی ملاقات خدا را می‌کند که زناکار است.»
همچنین روایت کرده است: «هر کس قرضی بگیرد و قصد بازپرداخت آن را نداشته باشد، پس از مرگ و بدون پرداخت بدهی، در روز قیامت در حالی ملاقات خدا را می‌کند که دزد است.»
از او در کتب معروف شناخت صحابه همچون اسدالغابه فی معرفه الصحابه ابن اثیر و الاصابه ابن حجر نام برده شده است. او از مهاجرین بوده و چندین حدیث از محمد روایت کرده است. 